# Varga József (politikus, 1954)
Varga József (Csorna, 1954. augusztus 21. –) magyar mezőgazdasági üzemmérnök, politikus, országgyűlési képviselő.

## Életpályája

### Iskolái
Az általános iskolát Rábatamásiban, a középiskolát szülővárosában végezte el; 1972-ben érettségizett a Csukás Zoltán Mezőgazdasági Szakközépiskolában. 1972–1975 között a Gödöllői Agrártudományi Egyetem Főiskolai Karának hallgatója volt Zsámbékon üzemgazdasági-üzemmérnöki szakon. 1975-ben üzemmérnöki diplomát kapott. 

### Pályafutása
1975–1994 között a rábatamási Új Élet Mgtsz-ben dolgozott üzemgazdászként. 1975–1977 között Sopronban letöltötte sorkatonai szolgálatát. 1978–1994 között a szövetkezet elnökhelyettese volt. 1982-től a Mezőgazdasági Termelők Szövetsége ellenőrző bizottságának tagja, 1990-től elnöke volt. 1985-től tagja, majd 1990-től elnöke a Rábaközi Takarékszövetkezet felügyelőbizottságának.

### Politikai pályafutása
1976–1989 között az MSZMP tagja volt. 1980–1985 között az ügyrendi bizottság elnöke volt. 1980–1990 között a községi tanács tagja volt. 1985–1990 között a v. b. tagja volt. 1989-től az MSZP tagja. 1989–1990 között az országos választmány tagja volt. 1990–1994 között önkormányzati képviselő és polgármester (Rábatamási) volt. 1994–1998 között országgyűlési képviselő (Csorna) volt. 1994–1998 között a Költségvetési és pénzügyi bizottság tagja volt. 1998-ban országgyűlési képviselőjelölt volt.

## Családja
Szülei Varga József (1928–?) és Simon Anna (1932–?) voltak. 1979-ben házasságot kötött Gáncs Kornéliával. Három fiuk született: Balázs (1979–) valamint Zsolt és József (1982–).